# Manfred Rouhs

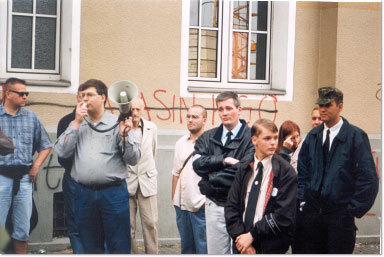
Manfred Rouhs (mit Megafon) neben dem Rechtsextremisten Axel Reitz (4. v. r.)

Manfred Rouhs (* 16. September 1965 in Krefeld) ist ein Funktionär des rechtsextremen Spektrums in Deutschland. Er war bei sieben Kleinparteien bzw. Organisationen des rechtsextremen Spektrums aktiv, darunter als Funktionär der Jungen Nationaldemokraten (JN) (Jugendverband der NPD), als NPD-Mitglied und Direktkandidat für die Wahl zum 11. deutschen Bundestag, als Funktionär des Rings Freiheitlicher Studenten, als Funktionär der Republikaner, als Funktionär der Deutschen Liga für Volk und Heimat sowie als Funktionär der „Bürgerbewegung pro Köln“. Er war bis zu deren Auflösung im November 2017 Bundesvorsitzender der rechtsextremen Kleinpartei „Bürgerbewegung pro Deutschland“.
Seit Mitte 2019 ist Rouhs außerdem als Autor für den rechtsextremen Online-Blog PI-News tätig und veröffentlicht dort insbesondere islam- und fremdenfeindliche Artikel.

## Leben
Manfred Rouhs besuchte verschiedene Gymnasien in Krefeld und absolvierte 1985 sein Abitur. Danach studierte er Rechts- und Sozialwissenschaften an der Universität Köln.
1979 trat Rouhs in die CDU-Jugendorganisationen Junge Union (JU) und Schüler Union (SU) ein. 1981 wechselte er zu den Jungen Nationaldemokraten (JN), dem Jugendverband der NPD. Im Januar 1985 wurde er zum Vorsitzenden in Nordrhein-Westfalen gewählt. Im darauffolgenden Dezember wurde er auch als NPD-Direktkandidat in Krefeld für die Wahl zum 11. deutschen Bundestag nominiert.
1987 legte er sein Amt als NRW-JN-Vorsitzender nieder, wechselte zu den Republikanern (REP) und baute gemeinsam mit Markus Beisicht den Kölner Kreisverband der Partei auf. Gleichzeitig wurde Rouhs Generalsekretär des Rings Freiheitlicher Studenten in Deutschland, dem das Amtsgericht Münster 1981 neofaschistische Tendenzen attestiert hatte. Bei den Kommunalwahlen im Oktober 1989 wurde Rouhs für die Republikaner erstmals in den Rat der Stadt Köln gewählt.
Im Oktober 1989 enthob ihn der nordrhein-westfälische Landesvorstand der Partei seiner Ämter und schloss ihn einen Monat später aus der Partei aus. 1991 trat er der kurz zuvor gegründeten rechtsextremen Deutschen Liga für Volk und Heimat bei, für die er mit seinem Ratsmandat bis 1994 im Kölner Stadtrat saß. Von 2004 bis zum 5. April 2011 saß Rouhs für pro Köln im Stadtrat von Köln.
Bis zu deren Auflösung im November 2017 war Rouhs Bundesvorsitzender der „Bürgerbewegung pro Deutschland“, welche im Januar 2005 gegründet wurde.
Beruflich ist er unter anderem als Publizist tätig und unterhält verschiedene Webseiten.
Seit 2014 vertreibt Rouhs über den Online-Shop „SoftwareFair“ Lizenzschlüssel für Microsoft-Produkte aus dubiosen Quellen. Das Computermagazins c’t vermutet hinter dem Geschäftsmodell „eine massenhafte Urheberrechtsverletzung im gewerblichen Ausmaß“. Gewinne des Shops flossen laut Aussage von Rouhs als Spenden an die Bürgerbewegung pro Deutschland.
2019 gründete der rechtsextreme Funktionär ein Unternehmen für Firmengründungen in Hongkong, die über die Internet-Seite „HongKong1.de“ beauftragt werden können.

### Gründung „Signal für Deutschland e.V.“ im November 2017
Während der Auflösungsphase von pro Deutschland gründet Rouhs mit der Gründungsversammlung am 7. September 2017 den gemeinnützigen Verein „Signal für Deutschland e. V.“. Laut Satzung ist Zweck des Vereins „die allgemeine Förderung des demokratischen Staatswesens, die Förderung der Bildung sowie die Förderung der Hilfe für Menschen, die Opfer einer politisch motivierten Straftat geworden sind, sowie mildtätige Zwecke gemäß § 53 AO und die Förderung der Kriminalprävention.“

## Publizistische Tätigkeit
Außerhalb der Politik ist Rouhs vor allem publizistisch tätig. So gründete er 1987 den nach ihm benannten Verlag und rief die Zeitschrift Europa vorn (heute nation24) ins Leben, als deren Herausgeber er fungiert. Der Politikwissenschaftler Wolfgang Gessenharter beschreibt sie als eines der Strategieorgane der Neuen Rechten.
1996 zog er in den Eschweiler Stadtteil Dürwiß und betrieb dort etwa 16 Monate lang ein Büro. Ab Anfang 1997 erschien in Rouhs' Kölner Verlag vierteljährlich die Rechtsrock-Fanzine Neue Doitsche Welle (NDW), bis es Ende 1998 durch Rouhs mit der Zeitschrift Signal zusammengelegt wurde. In der Ausgabe 6/1998 wurde unter der Überschrift „Modell einer gelungenen lokalen Kulturrevolution“ die Entstehung eines Bürger- und Jugendzentrums in der sächsischen Kreisstadt Wurzen als Modell für „national befreite Zonen“ beschrieben.
Rouhs kündigte im September 2012 an, den Film Innocence of Muslims in voller Länge in Deutschland vorzuführen. Bundesinnenminister Hans-Peter Friedrich gab bekannt, das mit allen Mitteln verhindern zu wollen, und warf Rouhs’ Partei Bürgerbewegung pro Deutschland vor, „die Islamisten auch in Deutschland zu provozieren“ und damit „grob fahrlässig Öl ins Feuer zu gießen.“

### Rechtsstreit
In den NRW-Verfassungsschutzberichten 2003 und 2004 wurde nation24 als rechtsextremistische Publikation bezeichnet; dies wurde in einem Urteil des Verwaltungsgerichts Düsseldorf Ende 2006 für rechtswidrig erklärt, da laut Richtern „keine tatsächlichen Anhaltspunkte für den Verdacht [bestehen], dass es sich bei der Herausgabe der Zeitschrift nation24.de um eine Bestrebung handelt, die gegen die freiheitliche demokratische Grundordnung gerichtet ist“. Das Innenministerium kündigte an, eine Berufung anzustreben, die jedoch ausblieb.